# Mimas vitrina
Mimas vitrina är en fjärilsart som beskrevs av Gehlen. 1931. Mimas vitrina ingår i släktet Mimas och familjen svärmare. Inga underarter finns listade i Catalogue of Life.